# Élections générales haïtiennes de 2010-2011
Les élections générales haïtiennes de 2010-2011 se sont déroulées le 28 novembre 2010 (premier tour) et le 20 mars 2011 (second tour). Le scrutin est à la fois présidentiel, législatif et sénatorial. Les élections législatives étaient prévues les 28 février et 3 mars 2010, mais le tremblement de terre du 12 janvier 2010, qui ravagea une partie d'Haïti, notamment sa capitale Port-au-Prince, a empêché leur organisation.
Le deuxième tour des élections aurait dû avoir lieu le 16 janvier 2011, mais il a été reporté à cause de soupçons de fraude lors du premier tour de la présidentielle. En effet, la qualification du candidat du pouvoir Jude Célestin avec 22 % des voix pour affronter Mirlande Manigat (31 % des voix), telle qu'elle ressort des résultats provisoires publiés le 7 décembre 2010, a été contestée par les partisans de candidats éliminés, en particulier ceux du chanteur populaire Michel Martelly (21 % des voix).
La communauté internationale a fait pression pour un recompte, notamment au travers de l'Organisation des États américains, chargée d'une mission d'expertise. Le Conseil électoral provisoire (CEP) valide cependant ces résultats mi-janvier 2011, sous réserves de recours de contestation. Mais sous la pression et par crainte de violences, le parti Inite de Jude Célestin décide finalement de retirer son candidat, et les résultats définitifs annoncés le 3 février qualifient finalement Michel Martelly pour un second tour prévu pour le 20 mars 2011, René Préval voyant son mandat, censé s'achever le 7 février, prolongé jusque-là.
Michel Martelly est élu président de la République le 4 avril 2011, mettant ainsi fin à la campagne électorale de 2011.

## Contexte
Les élections se tiennent un an après le séisme de janvier 2010 (plus de 230 000 morts) et alors que les conditions de vie de la population restent au plus bas. Trois millions de personnes se trouvent en situation d’insécurité alimentaire, le chômage atteint 80 % et l'inflation est hors de contrôle. Une épidémie de choléra, introduite accidentellement par des soldats des Nations unies, a fait officiellement plus de cinq mille morts entre octobre 2010 et janvier 2011.
Le Conseil électoral provisoire (CEP), dont les membres ont été nommés par le gouvernement, interdit le parti Fanmi Lavalas (FL), alors considéré comme le parti le plus populaire du pays, ainsi qu’une douzaine d’autres organisations politiques.
Mirlande Manigat, proche de la démocratie chrétienne et des formations libérales du continent américain, est notamment soutenue par l’Église protestante et des intellectuels, mais est globalement peu populaire auprès des jeunes générations qui la jugent proche des élites.
Michel Martelly, admirateur déclaré de l’ancien dictateur Jean-Claude Duvalier, s'était pour sa part illustré par le passé en apparaissant aux côtés des militaires putschistes qui renversèrent en 1991 le président élu Jean-Bertrand Aristide. Sa campagne est dirigée par la firme espagnole Sola, laquelle avait précédemment pris en main la campagne de Felipe Calderón au Mexique. Il semble avoir les faveurs des États-Unis et des milieux d’affaires.
Des faits de violences ont été enregistrés pendant la campagne. Trois poseurs d’affiches du parti de Mirlande Manigat ont été enlevés et tués, tandis que l’équipe de la candidate a été la cible de violences. Plusieurs journalistes ont été agressés lors des manifestations en faveur de Michel Martelly. Ce dernier a également, lors d’un débat télévisé, publiquement averti le journaliste Gotson Pierre de possibles représailles de la « rue », après que celui-ci l’eut interrogé sur ses faillites immobilières en Floride.

## Organisation
Le Conseil électoral provisoire, instance créée en 1987 dans le cadre de la nouvelle constitution et dont la mission fondamentale consiste à organiser des élections, est chargé d'organiser ces consultations électorales. Malgré la perte d'une partie de ses membres et la destruction d'une partie de ses locaux, le CEP a été réorganisé afin de pouvoir œuvrer rapidement au bon fonctionnement démocratique du pays.
Le secrétaire général adjoint de l'OÉA, Albert Ramdin, a promis le soutien de l'organisation à la résolution des problèmes techniques, dont l'actualisation des listes électorales après le décès le 12 janvier de dizaines de milliers d'électeurs, l'enregistrement des électeurs à peine majeurs, les électeurs ayant changé d'adresse, la relocalisation des centres de vote.
Le président de la République, René Préval, a sollicité l'ONU, afin que celle-ci envoie une mission technique, en vue de d’analyser les capacités techniques, logistiques et financières de l’État haïtien à organiser des élections à la fin de cette année. Selon le chef civil de la Minustah, Edmond Mulet, « les élections garantissent une stabilité économique, politique et sociale. Il estime que les élections sont nécessaires pour consolider la démocratie dans le pays. Edmond Mullet renouvelle l’engagement de la communauté internationale à appuyer le gouvernement à la réalisation de ces élections dans les termes mandatés par la constitution, en vue de doter le pays d’un nouveau président le 7 février 2011. ».

## Élection présidentielle

### Campagne
19 candidats à l'élection présidentielle ont été validés par le Conseil électoral provisoire :

### Résultats
| Candidats              | Candidats                | Partis                                                    | Premier tour | Premier tour | Second tour | Second tour |
| Candidats              | Candidats                | Partis                                                    | Voix         | %            | Voix        | %           |
| ---------------------- | ------------------------ | --------------------------------------------------------- | ------------ | ------------ | ----------- | ----------- |
|                        | Michel Martelly          | Réponse paysanne                                          | 234 617      | 21,84        | 716 986     | 67,57       |
|                        | Mirlande Manigat         | Rassemblement des démocrates nationaux progressistes      | 336 878      | 31,37        | 336 747     | 31,74       |
|                        | Jude Célestin            | Inite                                                     | 231 462      | 21,48        |             |             |
|                        | Jean-Henry Céant         | Renmen Ayiti                                              | 87 834       | 8,18         |             |             |
|                        | Paul Denis               | Organisation du peuple en lutte                           | 32 932       | 3,07         |             |             |
|                        | Charles Henri Baker      | Respé                                                     | 25 512       | 2,38         |             |             |
|                        | Jean Chavannes Jeune     | Union nationale chrétienne pour la reconstruction d'Haïti | 19 348       | 1,80         |             |             |
|                        | Yves Cristalin           | Lavni                                                     | 17 133       | 1,60         |             |             |
|                        | Leslie Voltaire          | Ansanm Nou Fò                                             | 16 199       | 1,51         |             |             |
|                        | Anne Marie Josette Bijou | Indépendant                                               | 10 782       | 1,00         |             |             |
|                        | Génard Joseph            | Solidarité                                                | 9 164        | 0,85         |             |             |
|                        | Wilson Jeudy             | Fòs 2010                                                  | 6 076        | 0,57         |             |             |
|                        | Yvon Neptune             | Fanmi Lavalas                                             | 4 217        | 0,39         |             |             |
|                        | Jean-Hector Anacassis    | MODEJHA                                                   | 4 165        | 0,39         |             |             |
|                        | Léon Jeune               | Konbit Liberasyon Ekonomik                                | 3 738        | 0,35         |             |             |
|                        | Axan Delson Abellard     | Konbit Nasyonal pou Developman                            | 3 110        | 0,29         |             |             |
|                        | Garaudy Laguerre         | Mouvement WOZO                                            | 2 802        | 0,26         |             |             |
|                        | Gérard Marie Necker Blot | Platfom 16 Desanm                                         | 2 621        | 0,24         |             |             |
|                        | Eric Smarki Charles      | Party for Haitian National Evolution                      | 2 597        | 0,24         |             |             |
|                        | Aucun d'entre eux        | Aucun d'entre eux                                         | 12 869       | 1,20         | 7 356       | 0,69        |
|                        |                          |                                                           |              |              |             |             |
| Total                  | Total                    | Total                                                     | 1 074 056    | 100,00       | 1 061 089   | 100,00      |
| Inscrits/Participation | Inscrits/Participation   | Inscrits/Participation                                    | 4 712 693    | 22,79        | 4 712 693   | 22,52       |

## Élections législatives
Bien que le Conseil électoral provisoire ait sanctionné l'élection, les manifestations se sont poursuivies le lendemain. Près des deux tiers des candidats ont également demandé l'annulation de l'élection alléguant une fraude et le refus de voter de nombreux électeurs. Malgré cela, les observateurs internationaux des élections ont déclaré les scrutins valides et déclaré que les résultats ne devaient pas être invalidés. Cette opinion n’a pas été partagée par l’OEA et la CARICOM qui, après un rapport préliminaire, ont déclaré qu’il existait de nombreux problèmes liés aux élections. À la suite de nouvelles protestations de plusieurs candidats, l'ONU a appelé au calme et a exhorté les candidats à appeler leurs partisans à ne pas créer de troubles. Elle a également déclaré qu'une détérioration de la situation sécuritaire pourrait compromettre la maîtrise de l'épidémie de choléra. Les journalistes de CBC News ont également allégué qu'il y avait une "fraude massive", bien qu'ils n'aient pas clarifié ce qu'ils voulaient dire. Les manifestations se sont poursuivies à Port-au-Prince et à Gonaives, avec des barricades dans les rues.

### Principales forces politiques
| Force politique | Force politique                                      | Force politique  | Chef de file              | Idéologie                                                 | Résultats en 2006       |
| --------------- | ---------------------------------------------------- | ---------------- | ------------------------- | --------------------------------------------------------- | ----------------------- |
|                 | Inite                                                | Inite            | Jean-Max Bellerive        | Centre droit Libéral-conservatisme, démocratie chrétienne | 23 députés 13 sénateurs |
|                 | Rassemblement des démocrates nationaux progressistes | RDNP             | Mirlande Manigat          | Droite Démocratie chrétienne, conservatisme               | 17 députés 8 sénateurs  |
|                 | Fanmi Lavalas                                        | Fanmi Lavalas    | Yvon Neptune              | Centre droit à droite Libéralisme, démocratie populaire   | 16 députés 5 sénateurs  |
|                 | Organisation du peuple en lutte                      | OPL              | Paul Denis                | Centre à centre droit Social-démocratie, néolibéralisme   | 13 députés 1 sénateur   |
|                 | Respé                                                | Respé            | Charles-Henri Baker       | Centre Libéralisme                                        | 10 députés 1 sénateur   |
|                 | Haïti en Action                                      | Haïti en Action  | Cholzer Chancy            | Centre droit à centre gauche Régionalisme                 | 5 députés 1 sénateur    |
|                 | Parti fusion                                         | Parti fusion     | Edmonde Supplice Beauzile | Centre gauche Social-démocratie                           | 1 député 0 sénateur     |
|                 | Réponse paysanne                                     | Réponse paysanne | Michel Martelly           | Centre droit Social-libéralisme                           | Nouveau                 |
|                 | Renmen Ayiti                                         | Renmen Ayiti     | Jean-Henry Céant          | Centre Centralisme, social-démocratie                     | Nouveau                 |

### Résultats

#### Élections à la Chambre des députés
| Partis     | Partis                                               | Sièges |
| ---------- | ---------------------------------------------------- | ------ |
|            | Inite (anciennement Front de l'espoir)               | 35     |
|            | Rassemblement des démocrates nationaux progressistes | 21     |
|            | Réponse paysanne                                     | 20     |
|            | Fanmi Lavalas                                        | 10     |
|            | Haïti en Action                                      | 8      |
|            | Organisation du peuple en lutte                      | 2      |
|            | Respé                                                | 1      |
|            | Renmen Ayiti                                         | 1      |
|            | Parti fusion                                         | 1      |
| Total : 99 |                                                      |        |

#### Élections sénatoriales
Il s'agit de renouveler 1/3 des sièges élus en 2006.
| Partis | Partis                                               | Sièges |
| ------ | ---------------------------------------------------- | ------ |
|        | Inite (anciennement Front de l'espoir)               | 10     |
|        | Rassemblement des démocrates nationaux progressistes | 9      |
|        | Réponse paysanne                                     | 5      |
|        | Fanmi Lavalas                                        | 2      |
|        | Haïti en Action                                      | 1      |
|        | Organisation du peuple en lutte                      | 1      |
|        | Respé                                                | 1      |
|        | Parti fusion                                         | 1      |
|        | Total : 30                                           |        |